# Језеро Вигри
Језеро Вигри (пољ. Jezioro Wigry) је језеро у североисточној Пољској. Налази се у Сувалском појезерју на терену Вигјерског националног парка.
Због облика обале језеро је носило назив Вингри (пл. - Wingry) који потиче од речи "wingris" (вијугав). Године 1418. под тим именом језеро спомиње пољски хроничар Јан Длугош. На језеру се налази 19 мањих и већих острваца. Богато је рибом (у језеру живи 26 различитих врста рибе)